# Sellnitz (Bad Schandau)

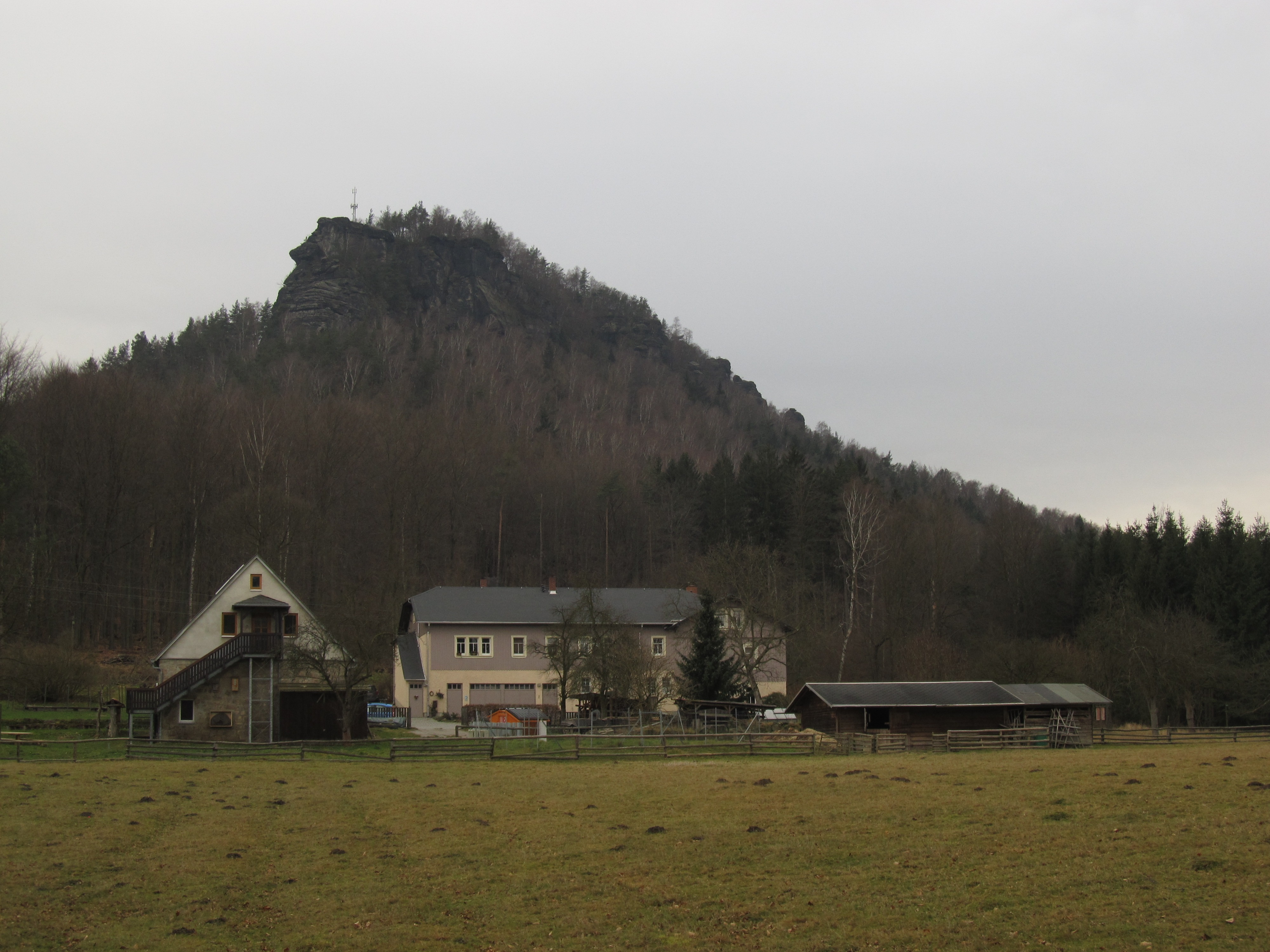
Sellnitz mit dem Lilienstein

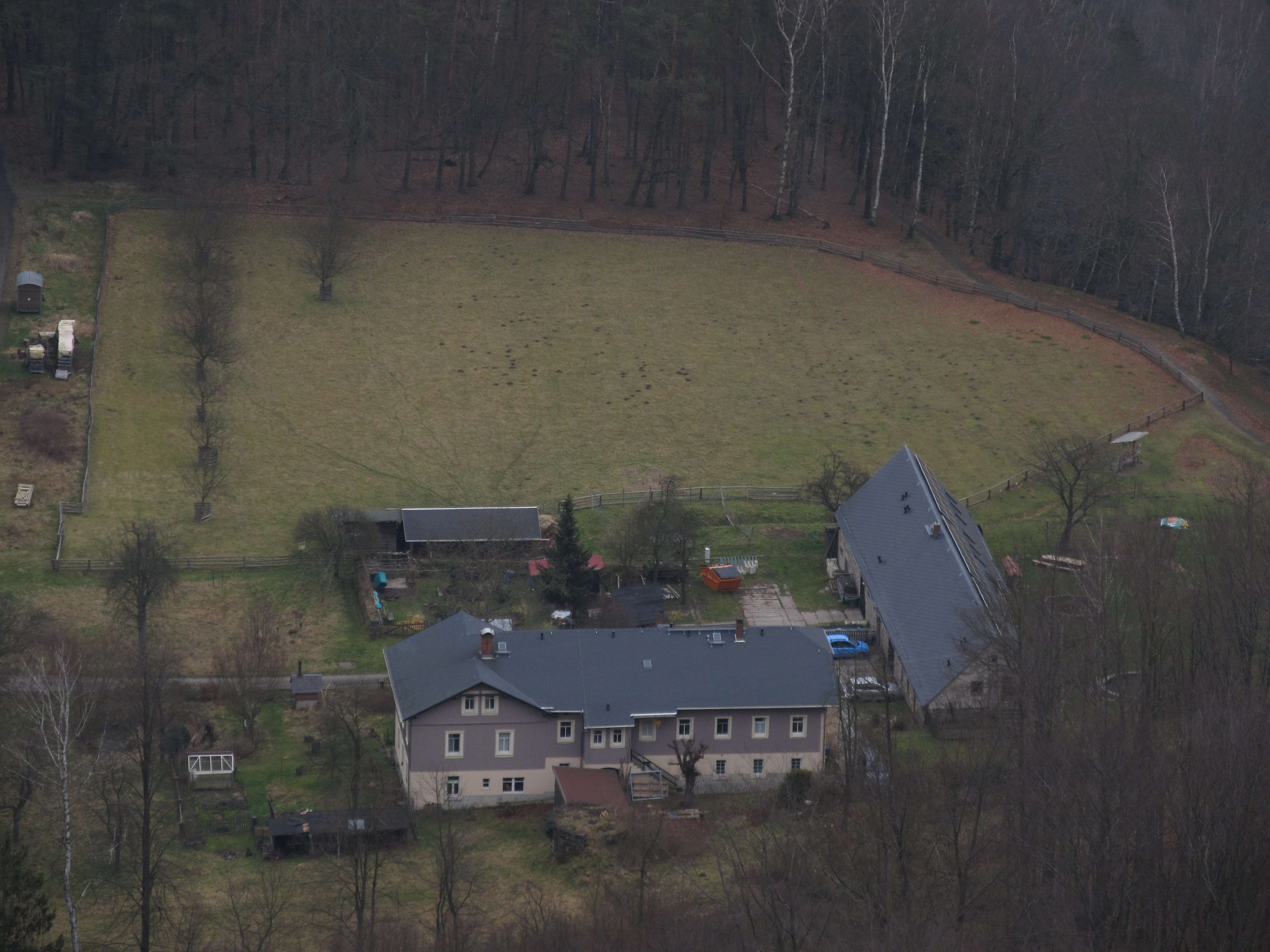
Blick vom Lilienstein auf das Einzelgut Sellnitz

Die Sellnitz, auch Seltnitz bzw. Seltensatt, ist eine Wüstung im Stadtgebiet von Bad Schandau im Landkreis Sächsische Schweiz-Osterzgebirge in Sachsen. An ihrer Stelle steht das Einzelgut Sellnitz, in dem ein Stützpunkt des Nationalparks Sächsische Schweiz untergebracht ist.

## Geographie
Das Dorf Sellnitz lag am nordöstlichen Fuß des 415 Meter hohen Liliensteins, eines markanten Tafelbergs im Elbsandsteingebirge. Seine Fluren erstreckten sich auf der 210 bis 230 Meter hohen Waltersdorfer Ebenheit, die im Südosten sowie im Nordwesten vom Tal der Elbe begrenzt wird. Nach Osten schneidet sich der Sellnitzgrund ins Gelände ein, bis er in den Prossener Grund übergeht. Das Gelände besteht teils aus Offenland, teils ist es bewaldet. Es gehört in Gänze zum Nationalpark Sächsische Schweiz. Nächstgelegene Orte sind die Bad Schandauer Ortsteile Prossen im Osten sowie Waltersdorf, zu dessen Gemarkung die Sellnitzer Fluren heute zählen, im Nordosten. Nordwestlich benachbart ist die zu Struppen gehörende Ortslage Strand im Elbtal. Südwestlich, auf der anderen Seite des Liliensteins, grenzt der Königsteiner Ortsteil Ebenheit an. Das Einzelgut Sellnitz mit der Adresse Sellnitz 34 steht östlich des Liliensteins am Rand der Ebenheit, knapp neben dem als Obere Kirchleite bezeichneten Steilabfall ins Elbtal. Zu erreichen ist es über den von der Liliensteinstraße abzweigenden Sellnitzfahrweg oder über Wanderwege.

## Geschichte
Erstmals erwähnt wurde der Ort in einer Urkunde aus dem Jahr 1428. Sie nennt Friedrich von Oelsnitz, Vogt auf dem Königstein, Lehnsmann des 1423 zum Kurfürsten aufgestiegenen Friedrich I. von Sachsen und 1426 Eroberer der Felsenburg Neurathen, sowie seine Söhne. Sie übertragen der Königsteiner Kirche eine Leite, „die da leidt an der Elben gegen der Strannischenn Wiesen über, nemlich von dem Lottersteigk biß an Partisch Krales Erbe, unnd vonn der Elbenn bis an Seldensatter gemercke“. Auch eine Urkunde von 1464 bezieht sich auf dieses Geschehen und beschreibt die Grenze zwischen den Burgbezirken Rathen und Königstein, deren Verlauf zufolge die Sellnitz damals zum Burgbezirk Rathen gehörte. Eine weitere frühe Erwähnung findet sich 1474 als Teil des Personennamens „Nickel Schöne von Seltensat“.
Der Ortsname ist deutschen Ursprungs. Er ist möglicherweise ein Übername für eine kümmerliche Siedlung auf kargem, sandigem Boden, der seine Bewohner „selten satt“ gemacht hat, also kaum ernährte. Eine Realprobe bestätigte dies; tatsächlich herrschen dort solche Bodenverhältnisse vor. Im Jahr 1501 wird „Seldensath das dorff m. g. h.“ erwähnt, 1540 eine Begebenheit „zu Seltensaat“ und 1548 „Seldtensaht“. Im 16. Jahrhundert fiel der Ort wüst, denn 1558 werden „die wüsten Felder ufm Seldensaeth“ genannt, 1576 die „Seltensatter Flur“ und 1592/93 eine Örtlichkeit „Am Seldensadt“. Diese Erwähnungen lassen vermuten, dass einerseits zeitweise das Wort „Saat“ eingedeutet wurde und andererseits statt „selten“ auch das Wort „Selde“ zugrunde liegen könnte. Letzteres bezeichnete im Mittelhochdeutschen ein Haus, später auch einen kleinen Hof und Grund, und blieb als Bestandteil vieler Orts- und Flurnamen (z. B. Sölden) erhalten. Gegen diese These sprechen allerdings einerseits die Zusammensetzung mit „-satt“ bzw. „-saat“ und andererseits die Tatsache, dass im Ostmitteldeutschen die Bezeichnung „Selde“ kaum vorkommt.

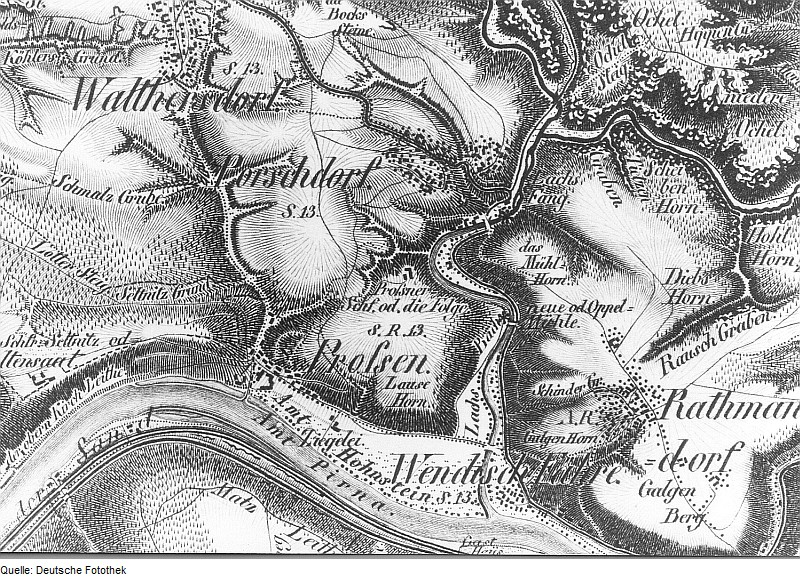
„Schfr. Seltnitz od. Seltensaat“ (linker Bildrand) auf einer Karte aus dem Oberreitschen Atlas, Mitte des 19. Jahrhunderts

Nachdem der alte Ortsname aufgrund des Wüstfallens weitgehend außer Gebrauch geraten war, wurde er offenbar im 17. Jahrhundert auf Kosten des zweiten Wortteils verschliffen. So wurde der Sellnitz- bzw. ursprüngliche Seltensatter Grund 1653 als „Zelßnergrund“ erwähnt. Die heute gebräuchliche Form tritt erstmals auf, als 1755 eine Örtlichkeit „auf der Sellnitz“ Erwähnung fand. Damit hatte man den nach der Verschleifung unverständlich gewordenen Namen an slawische Ortsnamen mit der Endung -itz angeglichen. Sie kommen in der Sächsischen Schweiz zwar eher selten vor (zu den Ausnahmen gehören Krietzschwitz, Postelwitz, Mannewitz und Sebnitz), sind aber im Großraum Dresden insgesamt sehr verbreitet. Im Übrigen hatte sich das Genus des nunmehrigen Flurnamen von männlich („der Seltensatt“) hin zu weiblich („die Sellnitz“) gewandelt. In den Jahren 1827/30 finden sich „Selnitz“ und 1833 „Seltnitz“ als Einträge in Kartenwerken bzw. Lexika. Der Oberreitsche Atlas verzeichnet in der Mitte des 19. Jahrhunderts „Seltnitz od. Seltensaat“.
Im Jahr 1501 gab es vier besessene Mann im Dorf, was für eine eher kleine Flur spricht. Eingepfarrt war es nach Königstein; durch den Ort verlief der heute als Wanderweg markierte Kirchweg, der einst den Waltersdorfern als Verbindung zur Königsteiner Marienkirche diente. Die Bewohner lebten vorwiegend von Ackerbau und Nutztierhaltung. Ihr Trinkwasser holten sie sich an der von Matthias Oeder in seiner Karte als „der heher Born“ verzeichneten Quelle rund 250 Meter westlich des heutigen Einzelguts. Sie tritt an der Fußhalde des Liliensteins aus dem Gesteinsschutt aus und wurde durch Schachtung, Abdichtung und Einfassung mit Mauern ergiebiger. Heute heißt sie nach den 1813 im Zusammenhang mit der Schlacht von Dresden vor Ort lagernden napoleonischen Truppen Franzosenborn. Neben der Quelle befindet sich die sogenannte Pferdetränke, eine aus dem Sandstein herausgeschlagene Vertiefung. In der Zeit der Befreiungskriege entstanden nahe der Sellnitz am Fuße des Liliensteins mehrere Schanzen, deren Reste bis heute sichtbar sind.
Schon im frühen 16. Jahrhundert gaben die Bewohner das Dorf offenbar auf. Günther von Bünau teilte während seiner von 1504 bis 1514 andauernden Zeit als Pirnaer Landvogt die Flur, die nach dem Wüstfallen an den Kurfürsten gefallen war. Für 105 Schock Groschen (1 Schock Groschen sind 60 Groschen) ging 1558 der etwas kleinere südliche Teil, „die wüsten Felder ufm Seldensaeth“, an Waltersdorf über. Der größere nördliche Teil taucht erstmals 1591 als Pirnaer Amtswald „Der Seltensather grundt“ auf. Waltersdorf und der Amtswald gelangten Ende des 17. Jahrhunderts beide ans Rittergut Prossen, dessen Besitzer damals folglich die Grundherrschaft ausübten.
Später entwickelte sich auf der Sellnitz eine unter anderem 1755 erwähnte Schäferei, deren Tiere auf den Fluren weideten. Im Jahr 1875 gab es im Schäferei-Vorwerk Sellnitz, das mittlerweile Teil der Gemeinde Waltersdorf geworden war und somit zur Amtshauptmannschaft Pirna zählte, 14 Einwohner. Im Jahr 1898 verkaufte der damalige Besitzer des Rittergutes Prossen das Vorwerk Sellnitz an den Staat, woraufhin dessen Fläche in den sächsischen Staatsforst einbezogen wurde. Anschließend wurde die Flur mit Grenzsteinen versehen, die somit seit etwa 1900 die Flurgrenze des rund 400 Jahre zuvor wüstgefallenen Dorfes Sellnitz wieder sichtbar machen. Fortan diente der Sellnitzer Gutshof als Forsthof – er war Sitz des für den südlichen Teil des Staatsforstreviers Hohnstein zuständigen Forstwarts – und Wohnstätte für Waldarbeiter. Im nahegelegenen Pflanzgarten siedelte man Elsbeeren an.
In der Endphase des Zweiten Weltkriegs lag am Sellnitzgrund ein Kriegsgefangenenlager für US-amerikanische Kriegsgefangene. Sie mussten gemeinsam mit Häftlingen aus dem KZ-Außenlager Königstein mehrere Stollen in den Steinbruch Niedere Kirchleite im nahen Ort Strand treiben, die unter dem Decknamen Schwalbe II zum Standort einer unterirdischen Treibstofffabrik werden sollten. Am 31. Januar 1945 hatte das Lager 930, am 28. Februar noch 578 Insassen. Auf dem Weg zur Arbeit setzten sie oberhalb von Rathen in Höhe des Wirtshauses Einsiedler, gelegen auf der geraden Linie zwischen Waltersdorf und Weißig, über die Elbe über.

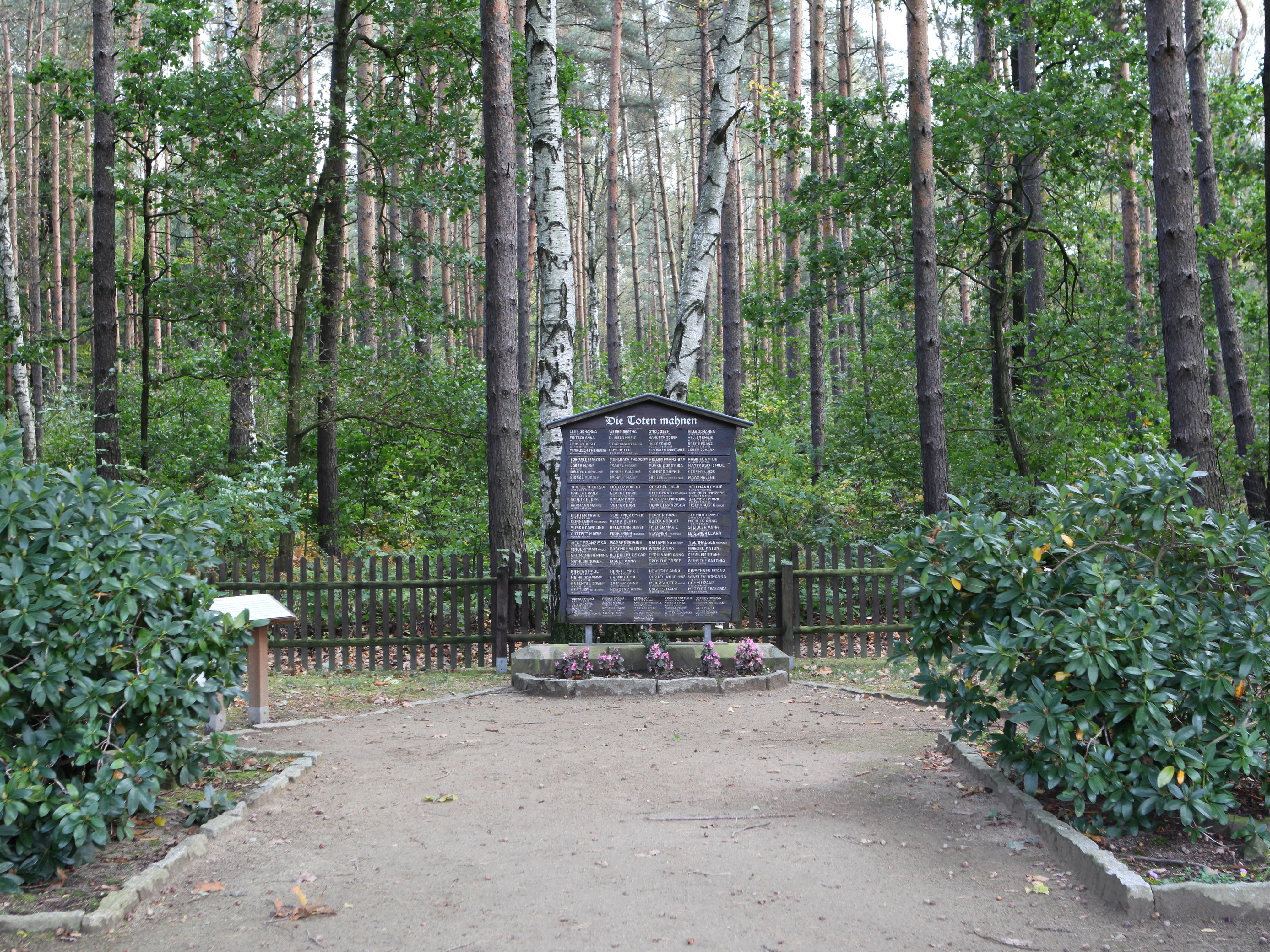
Waldfriedhof am Sellnitzgrund

Nachdem die Amerikaner das Lager verlassen hatten, dienten die Baracken bis Juni 1946 vielen Heimatvertriebenen aus dem nahen Sudetenland (Sudetendeutsche) als notdürftige Unterkunft. Mehr als 100 der meist schwachen und älteren Menschen starben während dieser entbehrungsreichen Zeit. Ihre letzte Ruhestätte fanden sie auf dem am Kirchweg für sie angelegten Waldfriedhof am Sellnitzgrund. An ihr Schicksal erinnert eine Gedenktafel. Die u. a. in der Sudetendeutschen Zeitung publizierte These, auf dem Friedhof lägen zudem im August 1945 in Bad Schandau aus der Elbe gezogene Opfer des Massakers von Aussig begraben, ist nicht belegbar.
Ab 1956 lag die Sellnitz im Landschaftsschutzgebiet (LSG) Sächsische Schweiz, seit 1990 ist sie Teil des gleichnamigen Nationalparks. Ab der Eingemeindung Waltersdorfs im Jahr 1974 gehörte die Sellnitz zu Porschdorf. Seit 1981 ist der größte Teil der einstigen landwirtschaftlichen Nutzfläche in der Nähe der Gebäude mit Nadelbäumen aufgeforstet. Die LSG-Inspektion Sächsische Schweiz als damalige Naturschutzverwaltungsbehörde nutzte die alte Scheune auf der Sellnitz ab 1988 als Werkstatt; heute dient das Gelände als Wirtschaftshof des Nationalparks. Zudem ist dort die Jugendbildungsstätte des Nationalparks untergebracht, wo Interessierte Einzelheiten über Geologie, Flora und Fauna des Elbsandsteingebirges erfahren.
Im Freigelände auf der Sellnitz gibt es Streuobstwiesen mit alten, teils seltenen Apfelsorten, deren Bestand nach der Wende durch 50 Neupflanzungen erweitert wurde. Zum Erhalt dieses schützenswürdigen Lebensraums beweideten seit dem Herbst 1996 für rund 20 Jahre wieder Hausschafe die Flächen. Zum Einsatz kam die Skudde, eine alte und bedrohte Rasse. Das Sächsische Staatsministerium für Umwelt und Landwirtschaft unterstützte dieses Landschaftspflege-Projekt, über das vor Ort mehrere Schautafeln informierten. Träger war der Förderverein Kulturlandschaft Sächsische Schweiz e. V., der auf der Sellnitz seinen Sitz hat und dort seit 2004 jährlich im Frühjahr ein Wollfest veranstaltete. Ein weiterer alljährlicher Höhepunkt ist Anfang Juni das von der Nationalparkverwaltung und dem Förderverein gemeinsam ausgerichtete Sellnitzfest, das 2018 zum 23. Mal stattfand. Mit Jahresbeginn 2012 kam die Sellnitz durch die Eingemeindung Porschdorfs zu Bad Schandau.